# Bezzia clarkei
Bezzia clarkei är en tvåvingeart som beskrevs av Tokunaga och Murachi 1959. Bezzia clarkei ingår i släktet Bezzia och familjen svidknott. Inga underarter finns listade i Catalogue of Life.